# 赵金铭
赵金铭（1940年—），男，天津人，中国语言学家，北京语言大学教授，曾任中国语言学会副会长。